# Dübener Heide

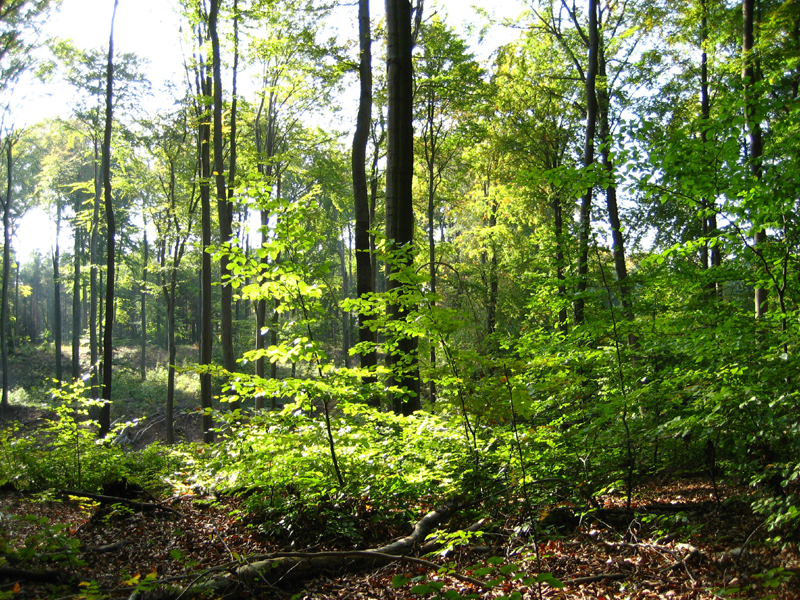
Typisches Landschaftsbild

Die Dübener Heide ist eine Landschaft im Osten von Sachsen-Anhalt und Norden von Sachsen, zwischen Elbe und Mulde, am nördlichen Rand der Leipziger Tieflandsbucht.

## Lage
Die Dübener Heide wird im Westen von Dessau, im Norden von der Elbniederung (Wittenberg, Pretzsch), im Südosten von Torgau, im Süden von Eilenburg und dem Verlauf der Mulde über Bad Düben und Bitterfeld begrenzt. Durch sie verlaufen die Bahnstrecken Halle–Cottbus, Halle–Berlin, Eilenburg–Pretzsch und Torgau–Pretzsch–Wittenberg-Pratau sowie die Bundesstraßen B 2, B 107 und B 183.

## Geologie
Die Dübener Heide ist eine durch die Saaleeiszeit geprägte Endmoränenlandschaft (Hochfläche von Gräfenhainichen-Schmiedeberg) mit überwiegend sandigen Böden. Unter dieser pleistozäner Bedeckung lagern/lagerten braunkohleführende Schichten. Der überwiegende Teil der Dübener Heide ist mit Wald bedeckt.

## Nutzung
Der östliche Teil der Dübener Heide mit dem Kurort Bad Düben ist als Naturpark Dübener Heide ausgewiesen und wird für die Naherholung und für die Forstwirtschaft genutzt. Im westlichen Teil um Gräfenhainichen und Bitterfeld wurde bis zum Ende der 1980er Jahre Braunkohle im Tagebau gefördert, wodurch die Waldlandschaft auf großen Flächen zerstört wurde. Inzwischen werden die Tagebaue saniert und die Restlöcher geflutet. In der Nähe von Gräfenhainichen entstand auf einer Halbinsel im gefluteten Tagebau „Ferropolis“ ein Technikmuseum, in dem Tagebaugroßgeräte und Schienenfahrzeuge gezeigt werden.

## Mundart
In der Dübener Heide hat sich ein eigener Dialekt herausgebildet. Dabei handelt es sich um eine Unterart des Obersächsischen, welches zum mitteldeutschen Sprachraum gehört. Ein Verein Dübener Heide hat ein Wörterbuch der Dübener Heide herausgegeben. Der Volksmund beschreibt die Dübener Heide wie folgt:
„Düben is ne arme Stadt,

in Schwemsal krein se’s Brot nicht satt,

in Tornau loofen se nackig un bloß,

in Söllche is de Armut groß,

in Räse, Bräse, Pouch

da schrein se himmelhoch,

da müssen se sich ernährn

von lauter Heidelbeern,

und wenn se die nicht find’n,

da müsse se Besen bind’n,

und wenn se das nicht könn’n,

da müssen se betteln geh’n,

und wenn se das nicht woll’n,

muß sie der Deiwel hol’n!“

## Literatur

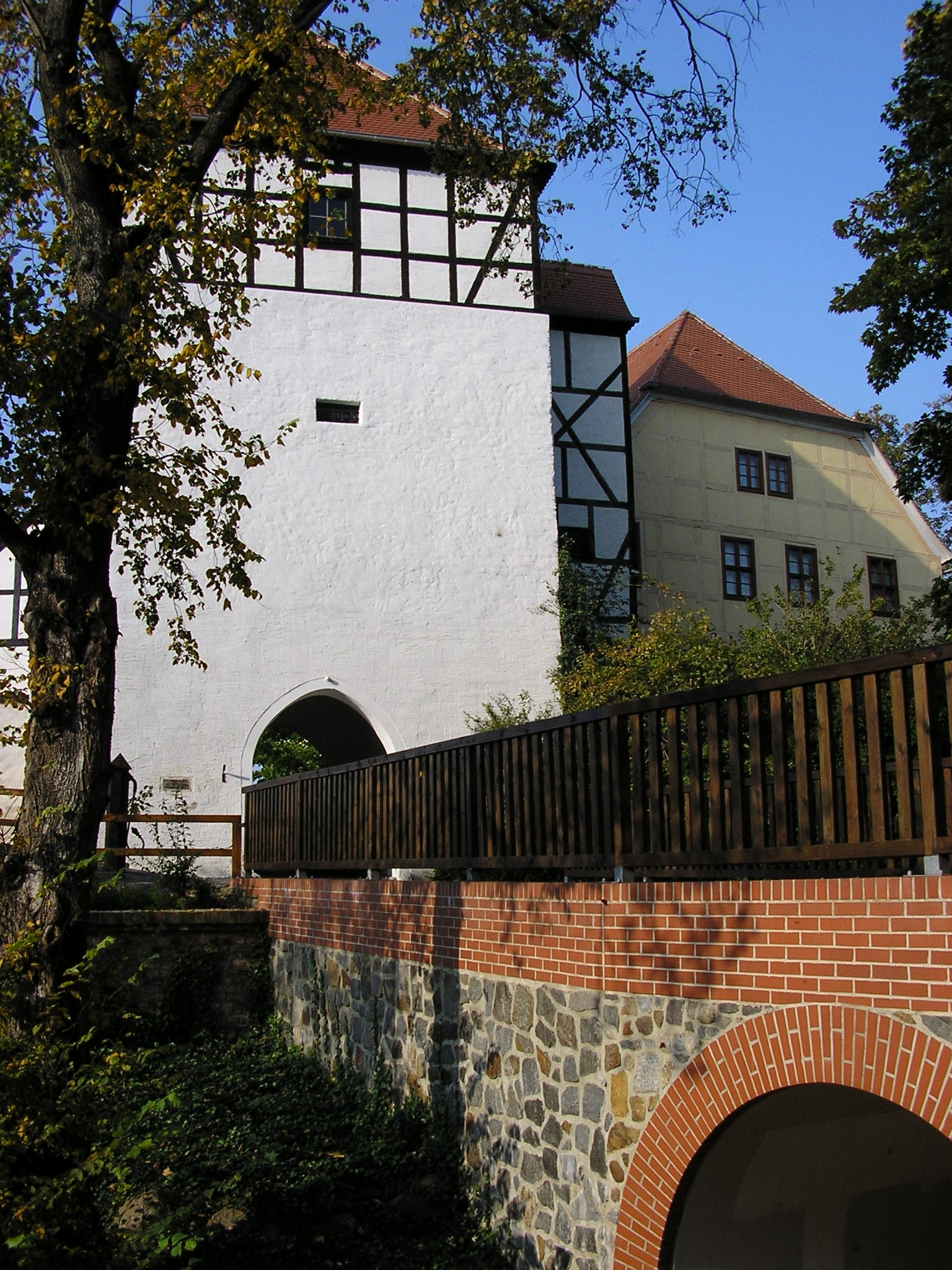
Burg in Bad Düben
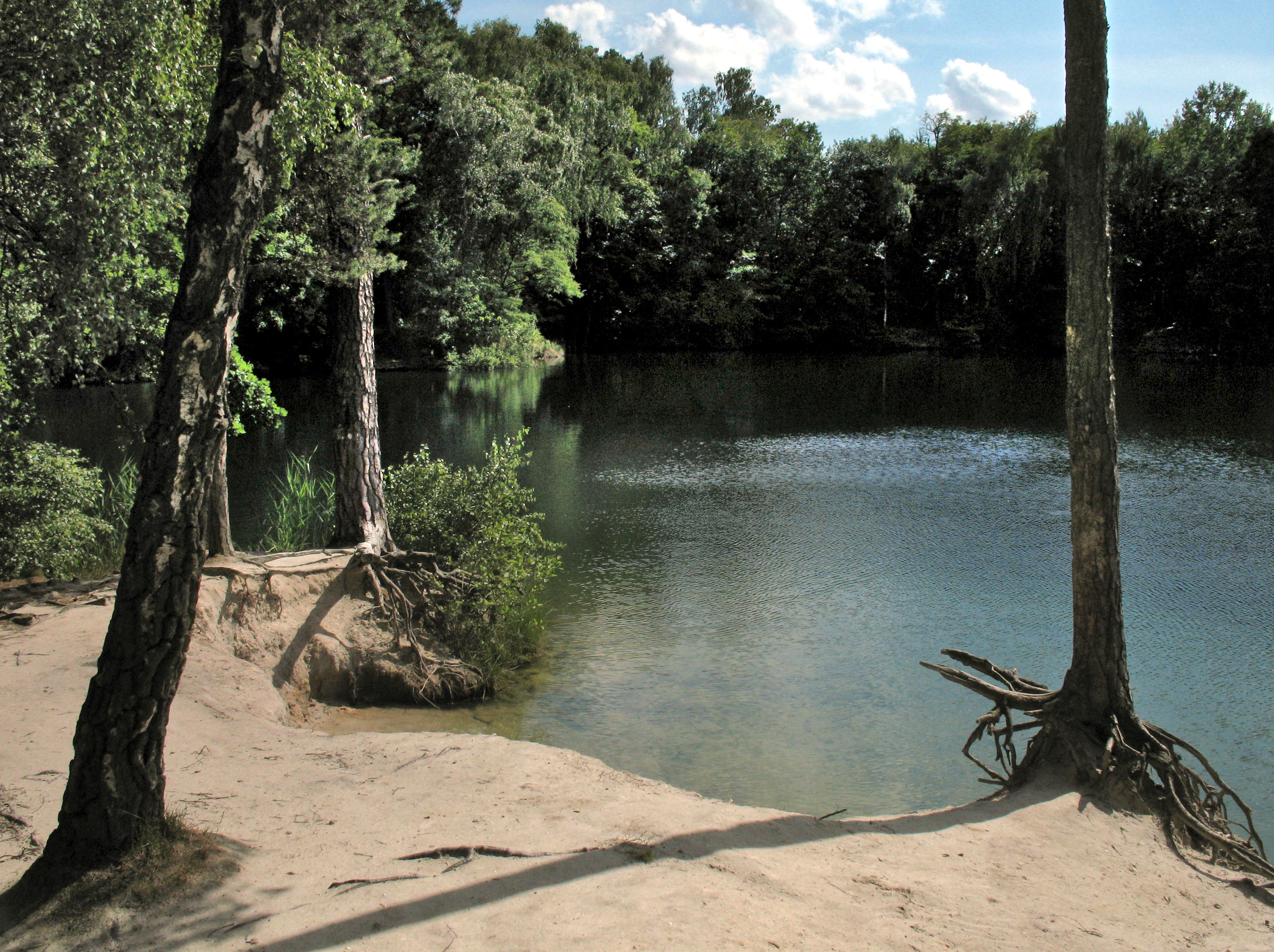
„Blaues Auge“ bei Bad Schmiedeberg
Wasserschloss Reinharz
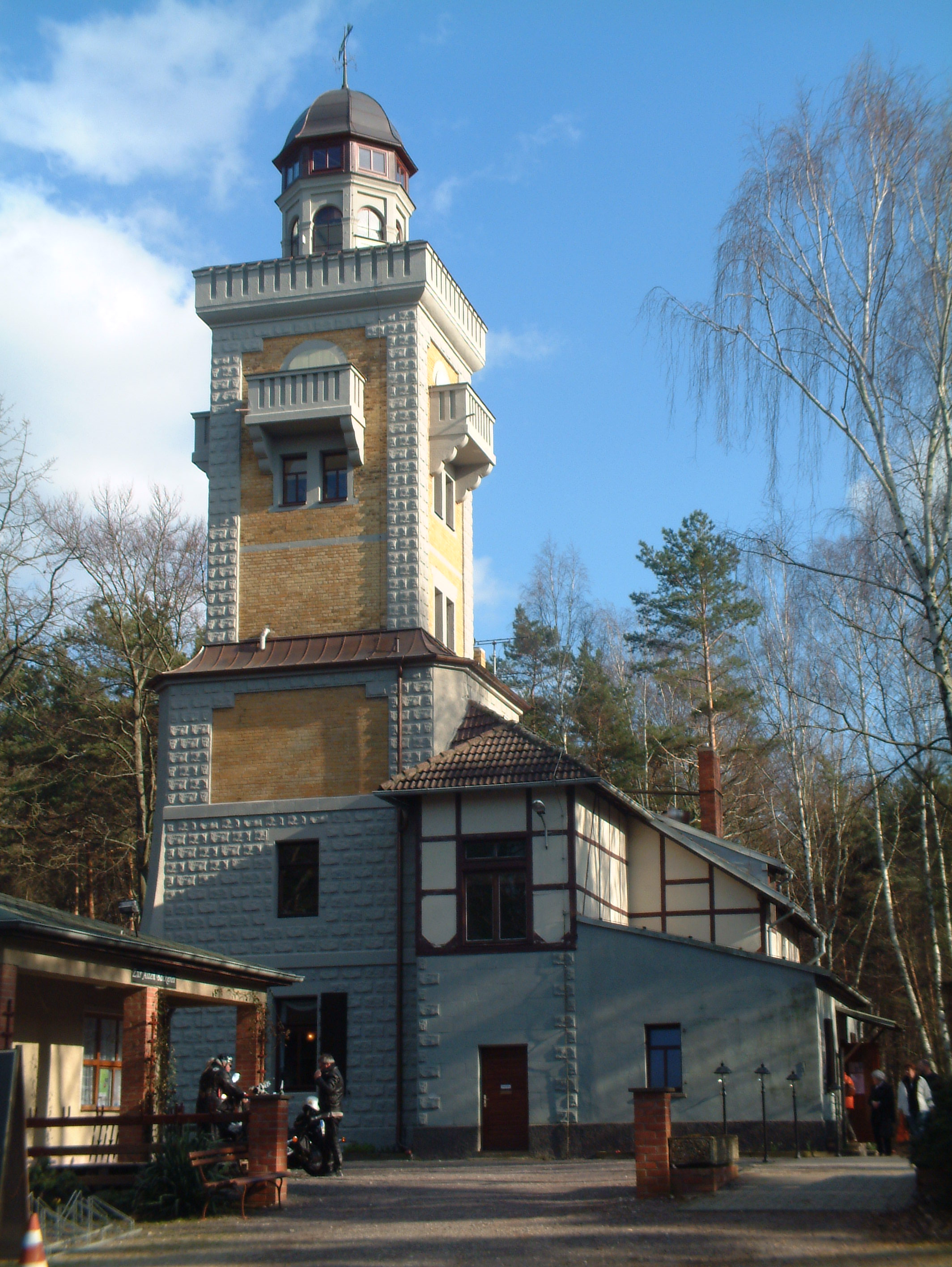
Kaiser-Wilhelm-Turm bei Bad Schmiedeberg
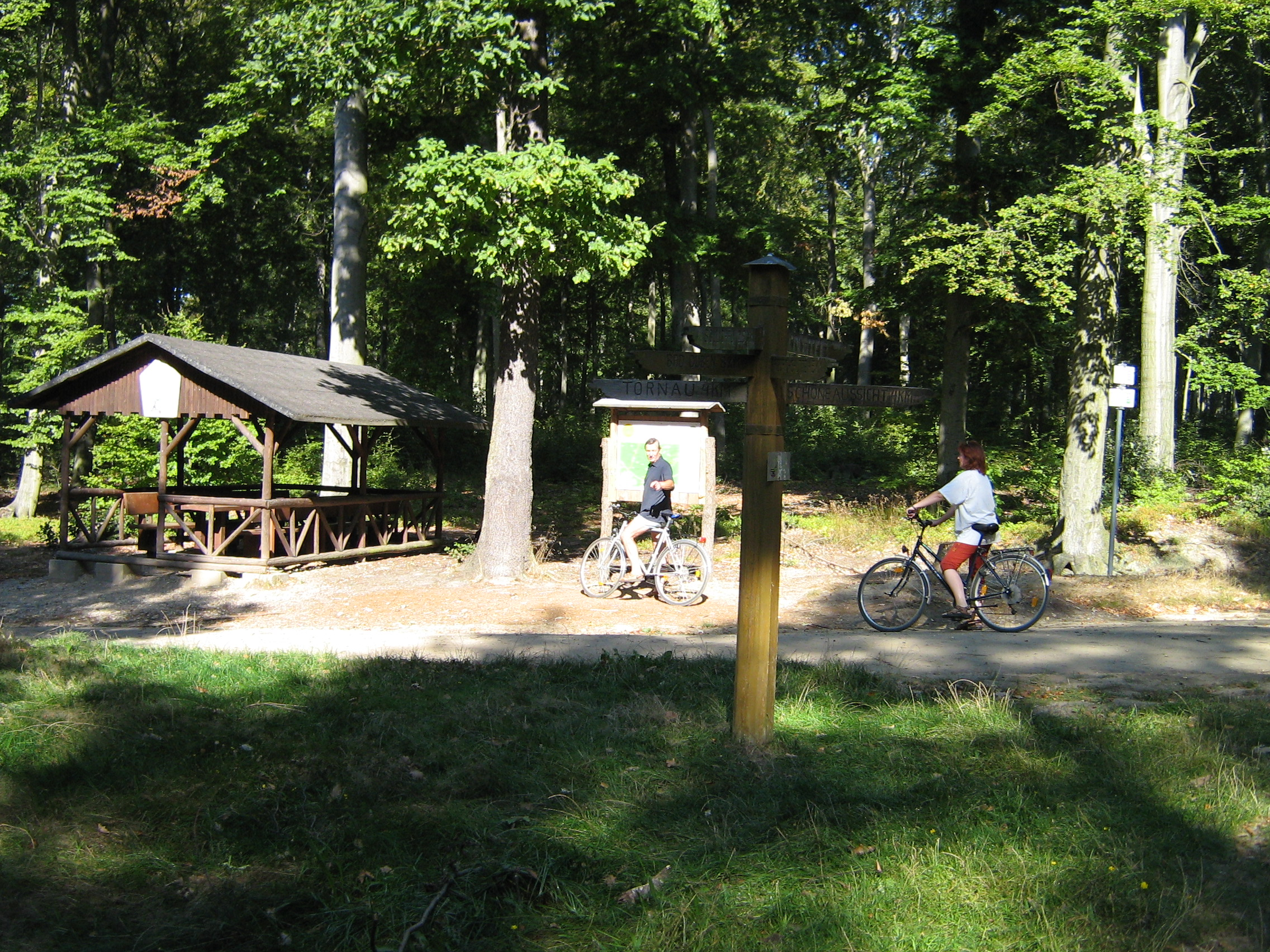
Der Wegweiser „Siebenarmsäule“ in der Dübener Heide